# Somdiaa
Somdia SA est un groupe agro-alimentaire qui produit et commercialise des denrées alimentaires, principalement du sucre et de la farine, sur le continent africain et dans l’océan Indien. La totalité des produits du groupe est vendue localement.
Ce groupe familial est dirigé, depuis 1995, par Alexandre Vilgrain, qui a succédé à son père, Jean-Louis Vilgrain, et emploie près de 16 300 salariés (hors temporaires).
Depuis janvier 2011, le groupe Castel détient une participation majoritaire du groupe somdiaEt depuis 2022 qui nomme Olivier Parent comme PDG de somdia.

## Historique
En 1947, la famille Vilgrain, propriétaire et gestionnaire des Grands Moulins de Paris, effectue ses premiers investissements en Afrique. Un des fils d'Ernest Vilgrain, Jean Vilgrain, à la tête du groupe, achète une concession de 12 000 hectares au Congo avec la famille de betteraviers français De Wulf. Cet achat permet la création de la première sucrerie de canne, d’une minoterie et d’une huilerie d’arachide au Congo.
Entre 1947 et 1970, plusieurs minoteries et sucreries seront créées au Cameroun, au Gabon, en Côte d’Ivoire, au Tchad et au Burkina Faso.
En 1970, la SOMDIAA est créée afin de mutualiser les expertises techniques acquises et d’initier de nombreux projets industriels en Afrique en partenariat avec les États et des investisseurs privés : minoterie, sucreries de cannes, alimentation animale, élevages, produits industriels…
Au début des années 1990, la SOMDIAA, alors dirigée par Jean-Louis Vilgrain, P-DG des Grands Moulins de Paris (entreprise) de 1979 à 1989, s’intègre au processus de privatisation et reprend en 1991 l’ancienne sucrerie SIAN qui devient alors la SARIS Congo.
En 1995, Alexandre Vilgrain succède à son père à la tête du groupe qui se concentre alors sur l’approvisionnement des marchés du Cameroun, du Tchad, du Gabon et du Congo. Il crée également la première marque de sucre panafricaine : Princesse Tatie.
En 2010, SOMDIAA reçoit l'« anti-prix » Prix Pinocchio pour l'acquisition de 22 000 hectares au Cameroun, entraînant l'expulsion de 6 000 personnes avec une indemnité de 5 euros par famille et par an,.
Le 3 janvier 2011, les familles Castel et Vilgrain se rapprochent et le Groupe SOMDIAA intègre trois nouvelles sucreries : la SUCAF Centrafrique, la SUCAF Côte d’Ivoire et la SUCAF Gabon. Grâce à cette opération, SOMDIAA devient le groupe sucrier intégré le plus important d’Afrique.
En 2014, une nouvelle filiale voit le jour : la SCEP (Société Camerounaise pour l’Elevage et la Provende). Cette société, créée à travers une entreprise commune entre les Groupes GLON SANDERS et SOMDIAA, est spécialisée dans la production et la commercialisation d’alimentation animale au Cameroun. Fin 2014, SOMDIAA prend une participation majoritaire dans la SGMT, Société Générale des Moulins du Togo, située à Lomé, dans la zone portuaire.
En 2022, le Groupe Castel augmente sa participation à 100% du capital du Groupe Somdiaa et le renomme Somdia.
En 2025, le Groupe Somdia vends ses quatre moulins de production de farine,.

## Les filiales

### Les filiales «sucre»

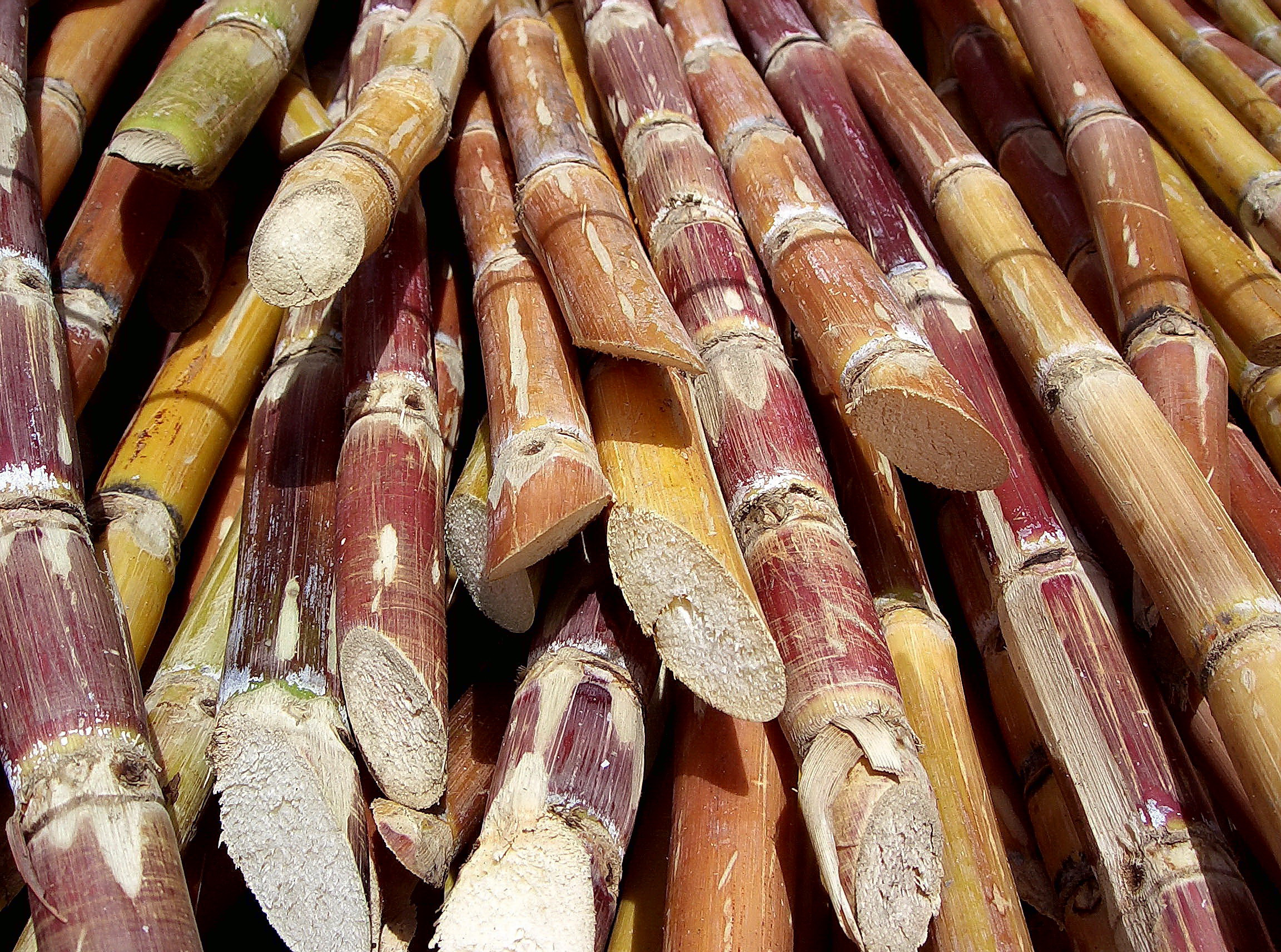
Cannes à sucre coupées

#### SOSUCAM
La Sosucam (Société sucrière du Cameroun) dont le siège social est à Yaoundé a été créée en 1964. Elle est implantée à Mbandjock et Nkoteng où sont exploitées les deux sucreries sur une plantation de 23 000 hectares de cannes à sucre.
Ses activités principales sont la culture de la canne à sucre, la transformation industrielle, la raffinerie de sucre et le conditionnement en morceaux, Doypack, sachet 1 kg et bûchettes de sucres blanc et blond.
En 2009, la Sosucam était le troisième employeur du Cameroun avec 1500 salariés et 7000 saisonniers. Le sucre de la SOSUCAM est commercialisé depuis 2009 sous la marque « Princesse Tatie ».
La Sosucam a reçu l’avis favorable de certification qualité ISO 9001 : 2000 par le bureau Veritas en mars 2009.

#### CST
La CST (Compagnie Sucrière du Tchad) a été créée en 1970 et est implantée à  Banda (dans le Sud du Tchad) où se trouvent les plantations et la sucrerie. Ses activités principales sont la culture irriguée de canne à sucre et sa transformation en sucre granulé.
Le sucre de la CST est commercialisée sous la marque Princesse Tatie
.

#### SARIS Congo
La SARIS Congo (Société Agricole de Raffinage Industriel du Sucre) a été créée en 1991. Elle résulte de la privatisation de la SIAN qui cultivait la canne à sucre depuis 1966. Son siège social est situé à Nkayi dans le département de la Bouenza où s’exerce la totalité de son activité.
Ses activités principales sont la culture de la canne à sucre, la production de sucre blond, raffiné et en morceaux.
Le sucre de la SARIS Congo est également commercialisé sous la marque Princesse Tatie.
Par ailleurs, la SARIS Congo a fait l’acquisition en 2007 d’une usine de broyage de calcaire à Madingou pour l’amendement des champs de cannes à sucre et la production de gravier pour le génie civil.

#### SUCAF Côte d'Ivoire
La SUCAF Côte d’Ivoire a été créée en 1997 à la suite du programme de restructuration et de privatisation du secteur sucrier ivoirien. Elle fait partie du groupe SOMDIAA depuis 2010. Son siège et ses deux sucreries sont situés à Ferkessédougou (sites de Ferké 1 et Ferké 2), dans le Nord du pays. Ces sucreries ont été construites dans les années 70 par le programme d'état SODESUCRE.
Ses activités principales sont la culture de la canne à sucre (dont une partie irriguée), la production de sucre roux et raffiné, la transformation en sucre en morceaux et le conditionnement en Doypack, sachet 1 kg et bûchettes. La SUCAF Côte d’Ivoire traite également de la canne issue des productions villageoises environnantes.
Le sucre de la SUCAF Côte d’Ivoire est commercialisé sous la marque Princesse Tatie.

#### SUCAF Gabon
La SUCAF Gabon a été créée en 1998. Son siège est situé à Franceville. Ses activités principales sont la culture de la canne à sucre, la production et la commercialisation de sucre roux et raffiné, en morceaux, Doypack et sachets de 1 kg et  500 g.
En 2010, la SUCAF Gabon a produit 26 850 tonnes de sucre. Le sucre de la SUCAF Gabon est commercialisé sous la marque Princesse Tatie.

#### SUCAF RCA
La SUCAF RCA (République centrafricaine) a été créée en 2003. Son siège est situé à Bangui et sa sucrerie à Ngakobo.
Ses activités principales sont la culture de la canne à sucre, la production de sucre blond et la commercialisation de sucre.
En 2011, la SUCAF RCA a atteint son plus haut niveau de production. Le sucre de la SUCAF RCA est commercialisé sous la marque Princesse Tatie.

### Les anciennes filiales «farine»

#### SGMC
La SGMC (Société Le Grand Moulin du Cameroun) a été créée en 1991 et est implantée à Douala. Ses activités principales sont la production et la commercialisation de farines de blé.

#### SMAG
La SMAG (Société Meunière et Avicole du Gabon) a été créée en 1969 et est implantée à Libreville (siège social et minoterie) et à Nkoltang (élevage avicole).
Ses activités principales sont la production et la commercialisation de farines de blé, d’aliments pour le bétail et l’élevage avicole (productions d’œufs et de poussins d’un jour). En 2010, la SMAG a produit 63 000 tonnes de farine et 40 millions d’œufs.
La SMAG produit et commercialise les marques suivantes : Fleur de farine (une farine ménagère), Farine 1er prix (une farine entrée de gamme), Energie Plus (pour l’alimentation animale), Coco Nto (pour les œufs).

#### COGEDAL
La COGEDAL (Compagnie Générale d’Alimentation) a été créée en 1973 et est implantée à Saint Pierre de la Réunion. Elle distribue différents types de farine et de produits (premix, emballages, levures…) pour les professionnels de la Boulangerie – Pâtisserie.
La COGEDAL commercialise ses farines sous la marque Meunier de Bourbon, offrant une large gamme de farines adaptées aux besoins de ses consommateurs.
Par ailleurs, COGEDAL fournit également les principales chaînes de distribution de l’Ile, sous leur marque de distributeur.

#### SGMT
La SGMT est implantée à Lomé au Togo.
La SGMT est une société de transformation de blé en farine, à destination des boulangers, et des coproduits, à destination des éleveurs locaux et à l’export (semoule, germes de blé, sons cubés, sons fins, gros sons, remoulages).
Le moulin est situé dans la zone portuaire àde Lomé. La capacité d’écrasement est de 420 tonnes par jour.

### La filiale «Alimentation Animale»: SCEP
La SCEP est une société de droit camerounais, coentreprise entre GLON SANDERS et SOMDIAA, créée en 2014. Elle est située sur le Port autonome de Douala, dans l’enceinte de la SGMC.
La SCEP produit et commercialise des concentrés pour alimentation animale.

### La filiale «support»: SOMINFOR
Créée en 1986, la SOMINFOR est une société de conseil et d’aide à la mise en œuvre de projets de Systèmes d’Information et de Communication basée à Paris. Elle intervient principalement pour les filiales du groupe.

## Produits

### Sucre
Le Groupe SOMDIAA produit et commercialise du sucre à destination du grand public :
- Sucres granulé (grainraffiné, extra-raffiné à destination des industriels, blanc de plantation, blond et roux)
- Sucres en morceaux (raffiné et blond)
- Bûchettes, sachets 1 kg et 500 kg, Doypack

Elle produit également du sucre industriel : extra-raffiné à destination, raffiné et blond.

### Farine
Le Groupe SOMDIAA commercialise des farines de blé (boulangères, beignets et viennoiseries) ainsi qu’une gamme de farines mixtes « prêtes à l’emploi ».

### Œufs / Alimentation animale
Le groupe SOMDIAA destine également une partie de ses coproduits à la production animale. Cette filière permet de valoriser l’ensemble des matières premières utilisées.

## Les marques

### Princesse Tatie
Créée en 2008 par le groupe SOMDIAA, Princesse Tatie est la première marque de sucre panafricaine. Elle est distribuée au Cameroun, au Tchad, au Congo[Lequel ?], en Côte d’Ivoire, au Gabon et en Centrafrique. La marque est destinée à un marché potentiel de 180 millions de consommateurs. Les fermes sont importantes à cette entreprise.

### Meunier de Bourbon
Depuis mai 2013, la COGEDAL commercialise la marque Meunier de Bourbon, COGEDAL valorise ainsi son savoir-faire de meunier et son implantation locale historique.
La COGEDAL offre une large gamme de farines pour des clients principalement professionnels (artisans, boulangers et industriels). Meunier de Bourbon offre aussi des produits et services diversifiés, mix, améliorants, sacherie.

### Grand Moulin
Les farines de la SGMC sont commercialisées sous la marque Grand Moulin : la farine ASSO, une farine spéciale beignets, la farine La Boulangère (une farine haut de gamme) ; la farine DUO (farine adaptée au mélange) ; la farine TIGRE (farine milieu de gamme) ; la farine K’BA (farine spéciale pain Kumba).

## Équipe dirigeante
Alexandre Vilgrain a succédé en 1995 à son père Jean-Louis Vilgrain en tant que Président Directeur Général de la SOMDIAA. Administrateur des filiales du Groupe SOMDIAA, il exerce également divers mandats au sein de sociétés extérieures. Il a notamment représenté pendant près de 10 ans la SOMDIAA en qualité de Censeur au Conseil d’administration de la Proparco et a été nommé en 2009 à la Présidence du Cian, Conseil Français des Investisseurs en Afrique.
Benoît Coquelet est le Directeur Général du Groupe SOMDIAA.

## Chiffres-clés
| Années                     | 2009  | 2010  | 2013  | 2014   |  | 2023 |
| -------------------------- | ----- | ----- | ----- | ------ |  | ---- |
| Chiffre d'affaires         | 257.6 | 300.3 | 388,4 | 422,7  |  | 700  |
| Prod. sucre (’000 tonnes)  | 222.5 | 214   | 322   | 337.25 |  |      |
| Prod. farine (‘000 tonnes) | 150   | 148.8 | 200   | 217.4  |  |      |